# Ligue des champions arabes de football 2006-2007
Navigation
Édition précédente Édition suivante
La Ligue des champions arabes 2006-2007 est la quatrième édition de la Ligue des champions arabes, la compétition mise en place par l'UAFA. Les meilleures équipes du monde arabe participent à cette compétition.
Cette édition voit le sacre des Algériens de l'ES Sétif, vainqueur en finale du club jordanien d'Al Faisaly Club. C'est le premier succès en Ligue des champions arabes pour le club.
Une nouvelle fois, la formule de la compétition est modifiée; cette saison voit les quarts de finale être disputés sous forme de groupes et non plus par matchs aller-retour.

## Primes monétaires
Le total des primes monétaires de l'édition 2006-2007 est de plus de 5.695.000 de dollars pour les équipes participantes, sans compter les autres primes des fédérations et des buteurs.
| Classement     | Prime au club |
| -------------- | ------------- |
| Champion       | 1 500 000 $   |
| Finaliste      | 1 000 000 $   |
| Demi-finaliste | 400 000 $     |
| Troisième tour | 300 000 $     |
| Deuxième tour  | 60 000 $      |
| Premier tour   | 40 000 $      |

## Compétition

### Premier tour
Matchs aller du 9 septembre au 4 octobre, matchs retour du 19 septembre au 26 octobre.
| Équipe 1           | Résultat | Équipe 2              | Aller | Retour  | Tab   |
| ------------------ | -------- | --------------------- | ----- | ------- | ----- |
| Zamalek SC         | 3 - 2    | COD Meknès            | 1-0   | 2-2     | -     |
| Al Nasr Riyad      | 21 - 1   | Établissement Abdi    | 12-1  | 9-0     | -     |
| Al Ittihad Djeddah | 4 - 4    | OC Khouribga          | 3-1   | 1-3ap   | 3 - 0 |
| Raja CA            | 14 - 0   | Shabab Tulkarm        | 8-0   | 6-0     | -     |
| Ismaily SC         | 6 - 2    | Arbil SC              | 2 - 0 | 4 - 2   | -     |
| Al-Ahli Dubaï      | 3 - 3    | Koweït SC             | 1 - 2 | 2 - 1ap | 3 - 4 |
| ENPPI Club         | 4 - 1    | Al Jaish Damas        | 3 - 1 | 1 - 0   | -     |
| MC Alger           | 2 - 1    | Al Tilal Aden         | 0 - 0 | 2 - 1   | -     |
| Al Merreikh        | 2 - 3    | ES Sétif              | 2 - 0 | 0 - 3   | -     |
| Al Ahly Djeddah    | 0 - 0    | US Monastir           | 0 - 0 | 0 - 0ap | 9 - 8 |
| Qadsia SC          | 5 - 2    | Al Ansar Beyrouth     | 2 - 1 | 3 - 1   | -     |
| Al-Ittihad Tripoli | 8 - 2    | Al Nahda Club         | 4 - 0 | 4 - 2   | -     |
| Al Ahly Manama     | 1 - 2    | CA Bordj Bou Arreridj | 1 - 0 | 0 - 2   | -     |
| Al Ahly Doha       | 2 - 3    | Shabab Al-Ordon Club  | 0 - 2 | 2 - 1   | -     |
| ASC Nasr de Sebkha | 1 - 2    | Al Faysali Amman      | 0 - 0 | 1 - 2   | -     |
| Club africain      | 6 - 1    | Al Wahda Damas        | 3 - 0 | 3 - 1   | -     |

### Deuxième tour
| Équipe 1              | Résultat | Équipe 2           | Aller | Retour | Tab   |
| --------------------- | -------- | ------------------ | ----- | ------ | ----- |
| Al Ahly Djeddah       | 4 - 4E   | Raja CA            | 1 - 1 | 3 - 3  | -     |
| ENPPI Club            | 2 - 2E   | Al Faysali Amman   | 2 - 1 | 0 - 1  | -     |
| Al Nasr Riyad         | 4 - 3    | MC Alger           | 2 - 1 | 2 - 2  | -     |
| Zamalek SC            | 1 - 1    | Al-Ittihad Tripoli | 1 - 0 | 0 - 1  | 4 - 1 |
| Shabab Al-Ordon Club  | 3 - 4    | Koweït SC          | 2 - 2 | 1 - 2  | -     |
| ES Sétif              | 5 - 4    | Al Ittihad Djeddah | 4 - 1 | 1 - 3  | -     |
| CA Bordj Bou Arreridj | 0 - 0    | Ismaily SC         | 0 - 0 | 0 - 0  | 5 - 3 |
| Qadsia SC             | 2 - 1    | Club africain      | 1 - 0 | 1 - 1  | -     |

### Phase de groupes

#### Groupe 1
| Rang | Équipe                | Pts | J | G | N | P | Bp | Bc | Diff |  | Résultats (▼ dom., ► ext.) |     |     |     |     |
| ---- | --------------------- | --- | - | - | - | - | -- | -- | ---- |  | -------------------------- | --- | --- | --- | --- |
| 1    | Zamalek SC            | 11  | 6 | 3 | 2 | 1 | 10 | 7  | +3   |  | Zamalek SC                 |     | 1-0 | 2-2 | 4-2 |
| 2    | Al Ahly Djeddah       | 10  | 6 | 3 | 1 | 2 | 12 | 5  | +7   |  | Al Ahly Djeddah            | 1-1 |     | 2-1 | 6-0 |
| 3    | CA Bordj Bou Arreridj | 8   | 6 | 2 | 2 | 2 | 7  | 7  | 0    |  | CA Bordj Bou Arreridj      | 0-1 | 1-0 |     | 2-1 |
| 4    | Qadsia SC             | 4   | 6 | 1 | 1 | 4 | 7  | 17 | -10  |  | Qadsia SC                  | 2-1 | 1-3 | 1-1 |     |

#### Groupe 2
| Rang | Équipe           | Pts | J | G | N | P | Bp | Bc | Diff |  | Résultats (▼ dom., ► ext.) |     |     |     |     |
| ---- | ---------------- | --- | - | - | - | - | -- | -- | ---- |  | -------------------------- | --- | --- | --- | --- |
| 1    | ES Sétif         | 11  | 6 | 3 | 2 | 1 | 4  | 2  | +2   |  | ES Sétif                   |     | 0-0 | 1-0 | 0-0 |
| 2    | Al Faysali Amman | 10  | 6 | 3 | 1 | 2 | 4  | 4  | 0    |  | Al Faysali Amman           | 1-0 |     | 1-0 | 0-1 |
| 3    | Al Nasr Riyad    | 9   | 6 | 3 | 0 | 3 | 8  | 4  | +4   |  | Al Nasr Riyad              | 1-2 | 3-1 |     | 3-0 |
| 4    | Koweït SC        | 4   | 6 | 1 | 1 | 4 | 1  | 7  | -6   |  | Koweït SC                  | 0-1 | 0-1 | 0-2 |     |

### Demi-finales
| Équipe 1         | Résultat | Équipe 2   | Aller | Retour |
| ---------------- | -------- | ---------- | ----- | ------ |
| Al Faysali Amman | 2 - 1    | Zamalek SC | 0 - 0 | 2 - 1  |
| Al Ahly Djeddah  | 1 - 2    | ES Sétif   | 1 - 0 | 0 - 2  |

### Finale
| 3 mai 2007 | ES Sétif  | 1 - 1 | Al Faysali Amman | Stade du 8 mai 1945, Sétif                            |                                                       |
|            | Adiko 32e |       | Abdelamer 80e    | Spectateurs : 30 000 Arbitrage : Ali Hamad Al-Badwawi | Spectateurs : 30 000 Arbitrage : Ali Hamad Al-Badwawi |

| 17 mai 2007 | Al Faysali Amman | 0 - 1 | ES Sétif  | Stade International, Amman                          |                                                     |
|             |                  |       | Touil 45e | Spectateurs : 20 000 Arbitrage : Essam Abd El Fatah | Spectateurs : 20 000 Arbitrage : Essam Abd El Fatah |